# 106 aC
El 106 aC va ser un any del calendari romà prejulià. Durant la República i l'Imperi Romà es coneixia com l'Any del Consolat de Serrà i Cepió o també any 648 Ab urbe condita o de la fundació de la ciutat). L'ús del nom «106 aC» per referir-se a aquest any es remunta a l'alta edat mitjana, quan el sistema Anno Domini va ser el mètode de numeració dels anys més comú a Europa.

## Esdeveniments

### Imperi Persa
- Mitridates II de Pàrtia, governant de l'Imperi Persa, rep una ambaixada de la Xina i estableix contactes regulars amb aquest país.[2]

### República Romana
- Gai Atili Serrà i Quint Servili Cepió són elegits cònsols.
- Ciceró defineix Atili Serrà com un stultissimus homo, però així i tot és escollit cònsol amb preferència sobre Quint Lutaci Catul.[3]
- Servili Cepió rep el govern de la província de la Gàl·lia Narbonense, que havien envaït cimbres, amb la col·laboració dels tectòsages de Tolosa. Cepió saqueja la ciutat més per enriquir-se que per necessitats militars, i aconsegueix un immens botí [a]però després els cimbres destrueixen el seu exèrcit, i s'interpreta la derrota com un càstig diví. El fet dona lloc al proverbi Aurum Tolosanum habet.[5]

### Àfrica
- Luci Corneli Sul·la captura Jugurta i posa fi a la guerra de Jugurta.[6]
- Gauda, germanastre de Jugurta, rep el regne de Numídia però sense la part occidental, unida al regne de Mauritània, de mans de Gai Mari.[7]

## Naixements
- 3 de juny - Ciceró, polític i escriptor romà (mor el 43 aC).[8]
- 29 de setembre - Gneu Pompeu Magne, estadista i general romà (mor el 48 aC).[9]

## Necrològiques
- Wei Qing, general xinès de la dinastia Han.[10]